# Museo Municipal de música popular Julio Jaramillo
Museo Municipal de música popular Julio Jaramillo es una institución cultural auspiciada y respaldada por la Municipalidad de Guayaquil, fue fundado el 1 de marzo de 2008, nombrado Julio Jaramillo en honor al principal cantante de música popular ecuatoriano.
Las vitrinas de este museo resguardan la heredad musical de Guayaquil, donde aprecia a través de sus objetos patrimoniales más de un siglo de historia de autores y compositores ecuatorianos.
La línea cronológica va desde 1892 cuando se fundó la primera escuela de la música en Guayaquil, hasta 1978, año de la muerte de Julio Jaramillo. Además de muestra la historia de la industria fonográfica en el Ecuador, por medio de aparatos y pertenencias de los pioneros de la radiodifusión local y la industria discográfica nacional.

### Escuela del Pasillo Nicasio Safadi Reves
Dentro del museo se halla con un espacio dedicado a la enseñanza de la música guayaquileña, que lleva el nombre del compositor Nicasio Safadi Reves, conocido como la Escuela del Pasillo, dedicada a desarrollar la capacidad de jóvenes intérpretes y compositores de la ciudad.
Las cátedras principales están a cargo de músicos ecuatorianos como los maestros Carlos Rubira Infante, Fresia Saavedra, Naldo Campos.
La Escuela del Pasillo forma a sus estudiantes en varias especialidades artísticas autóctonas como canto, guitarra, piano, arpa y acordeón. 
Está ubicado en el segundo piso del edificio Astillero de Puerto Santa Ana.